# Patata di montagna di Cesana
La patate di montagna di Cesana (pommes de terre de Césane), appelées aussi Piatlina di Cesana, est une production de pommes de terre typique de Césane, dans la province de Turin (Italie).